# Gaëtan Müller
Gaetan Muller, né le 1er octobre 1982 à Rouen, est un chef d'entreprise et dirigeant de club, ancien joueur de basket-ball professionnel reconverti dans les métiers du marketing, l’entertainment et de l’événementiel sportif. Actuellement président délégué du club de basket LDLC ASVEL Basket et président de la société d’événementiel Sport Plus Conseil. 

## Biographie

### Jeunesse
Il grandit à Darnétal (banlieue de Rouen) où il joue au football jusqu’à l’âge de 14 ans. Quelques jours avant son 14e anniversaire, il est repéré lors d’un tournoi de basket-ball playground de sa ville par le père de Tony Parker. Il fait alors la connaissance pour la première fois de Tony Parker qui deviendra son ami et associé dans le futur. Dès sa première année de basket-ball il devient Vice-Champion de France Minimes avec l’équipe de Mont-Saint-Aignan. Un an plus tard il connaît sa première sélection en équipe de France et au bout de deux ans il rejoint le centre de formation d’Évreux.

### Carrière professionnelle et titre de basket-ball
Il est sacré Champion d'Europe en 2000 à Zadar avec l'équipe de France Junior. Il fait partie de la génération dorée : Tony Parker, Boris Diaw, Mickael Pietrus et Ronny Turiaf. Gaetan Muller est basketteur professionnel pendant huit ans de 1999 à 2007. Blessé peu après avoir participé au All-Star Game 2002, il connaît sur cette période plusieurs clubs entre la Pro A et la Nationale 1. C'est en 2008 à la suite de blessures récurrentes au dos et au genou qu’il décide de mettre un terme définitif à sa carrière.

### Entrepreneuriat
Il se lance alors dans le monde de l'entrepreneuriat. Après un stage dans l'immobilier effectué à New-York, il crée un premier événement autour du basket le Tony Parker Camp à Fécamp dans sa région d’origine, la Normandie, où il est associé à Tony Parker.
Parallèlement à cela, il lance en 2009 sa propre agence marketing GM Sports Consulting, agence d'événementiel sportif et de gestion d'image de sportifs professionnels. 
Début 2013, Tony Parker le sollicite pour que GM Sports Consulting gère son image en compagnie de Didier Domat son avocat conseil.  
D'autres sportifs confieront aussi leur image à l'agence tel que les footballeurs Lucas Digne et Demba Ba et le joueur NBA Ian Mahinmi. 
En 2015, il devient l'agent d'image de Jo-Wilfried Tsonga et GM Sports Consulting devient holding du groupe et fusionne ses activités événementielles avec l'entreprise Sport Plus Conseil. 
En 2017, il remporte le prix coup de cœur aux Victoires des Autodidactes, c’est son premier « trophée » en tant qu’entrepreneur. 
En 2018, la société lance L'Open Parc Auvergne Rhône Alpes, tournoi masculin ATP 250  qui se déroule au Parc de la Tête d'Or à Lyon. 
En 2020, la société crée en association avec Caroline Garcia l'Open 6e Sens Métropole de Lyon, tournoi féminin WTA international (2e tournoi français après Roland Garros)  qui se déroule au Palais des Sports de Lyon. Cette même année, il est élu 12ème dans le top 100 des entrepreneurs de moins de 40 par l'institut Choiseul. 
En 2022, il est 6ème du classement Choiseul des meilleurs managers et entrepreneurs dans le sport des 40 ans et moins. La même année, il réalise avec l'ASVEL le triple avec 3 titre de Champion de France en 3 ans et gagne également la Coupe de France.  
En 2023 c'est la consécration, il gagne la Leader's Cup avec son Club de LDLC ASVEL . Il est élu numéro 1 du classement Choiseul/  l'Equipe des dirigeants et entrepreneurs dans l'industrie du sport des 40 ans et moins.  
Il valide en parallèle un MBA en anglais en Gestion des PME / ETI avec l'école de commerce EM Lyon.
La société est aujourd'hui l'une des entreprises indépendantes majeures en France, dans le domaine de l'événementiel sportif.

### Président délégué de l'ASVEL Lyon-Villeurbanne
Il s’associe à  Tony Parker pour réaliser ensemble leur rêve d’enfance et rachètent en 2014 le club de l'ASVEL Basket Lyon-Villeurbanne. Tony Parker en devient le propriétaire. En juillet 2014, Gaëtan Muller est nommé président délégué de l’ASVEL Basket Lyon-Villeurbanne. Il devient alors le plus jeune président d’un club de sport collectif en France. 
Dès sa deuxième année, en 2016, il devient champion de France. 
En 2018, il est à l’origine du naming entre l’ASVEL et le groupe LDLC : l’ASVEL devient LDLC ASVEL.
En 2019, c’est l’année de la consécration. 
Sur le plan sportif LDLC ASVEL gagne le double titre : championnat et Coupe de France. Le club se voit également devenir le premier club français à rentrer dans l’Euroligue privé.
En parallèle, la formation reste un pilier fort du club, c'est pour cela que la Tony Parker Adéquat Academy (dans laquelle Gaëtan Muller est actionnaire et investit au côté de Tony Parker et Nicolas Batum) voit le jour.  
D'un point de vue économique, le Club de Foot de l’OL (Olympique Lyonnais) devient partenaire et actionnaire du club LDLC ASVEL à la suite des discussions menées en tandem par Gaëtan Muller et Tony Parker avec Jean-Michel Aulas. C’est le début d’une nouvelle ère. 
Après plusieurs années de négociation, c'est en juin 2021 que Gaétan Muller et Tony Parker, finalisent l'entrée de leur équipe du LDLC ASVEL parmi les treize clubs permanents européens de l'Euro Ligue ; considérée actuellement comme la deuxième meilleure ligue de basket professionnelle au monde après la NBA. Il s'agit d'une première pour un club Français.
En 2023, il pilote avec Tony Parker une levée de fonds importante qui permet au club LDLC ASVEL de se projeter dans l'avenir en fédérant des entrepreneurs lyonnais attachés aux valeurs du Club et à un projet entrepreneurial fort. 

En 2024 il devient actionnaire à 30% des Dragons de Rouen, club phare du hockey sur glace hexagonal. Après une année d’accompagnement avec la direction actuelle il devrait devenir actionnaire principal et président du club à partir de la saison 2025/2026.

## Clubs
- 1998-2000 :  Évreux (Espoirs)
- 2000-2002 :  Évreux (Pro A)
- 2002-2003 :  Roanne (Pro A)
- 2003-2004 :  Autun (Nationale 1)
- 2004-2005 :  Feurs (Nationale 1)
- 2005-2006 : 
  -  Paris (Pro A)
  -  Besançon (Pro B)
  - 🇨🇭 Lausanne (Pro A)
- 2006-2007 :  Bordeaux (Nationale 1)
- 2007-2008 :  Cergy Pontoise (Nationale 3)

## Palmarès
- Médaille d'or au Championnat d'Europe Junior 2000 avec l'équipe de France junior à Zadar (Croatie)
- Trophée des Champions 2017 avec LDLC ASVEL
- Champion de France 2016 et 2019 avec LDLC ASVEL
- Vainqueur de la Coupe de France 2019 avec LDLC ASVEL
- Champion de France 2021 avec LDLC ASVEL
- Vainqueur de la Coupe de France 2021 avec LDLC ASVEL
- Champion de France 2022 avec LDLC ASVEL
- Vainqueur Leader's Cup 2023 avec LDLC ASVEL